# Impedimenti matrimoniali
Gli impedimenti matrimoniali sono delle condizioni che la legge considera incompatibili con l'assunzione del vincolo matrimoniale.
Gli impedimenti costituiscono un divieto di contrarre matrimonio (che ha come destinatari gli sposi) e un divieto di celebrare il matrimonio (che ha come destinatario l'ufficiale di stato civile).
Se nonostante l'impedimento, il matrimonio viene celebrato ugualmente, l'impedimento si converte in una causa di invalidità. Fa eccezione l'impedimento derivante da lutto vedovile che non comporta l'annullamento del matrimonio, ma solo una sanzione a carico dell'ufficiale di stato civile e degli sposi.
Gli impedimenti possono essere dispensabili se possono essere rimossi con autorizzazione del tribunale e non dispensabili in caso contrario.
Sono dispensabili:
- gli impedimenti derivanti da età,
- la parentela in linea collaterale di terzo grado e l'affinità in linea collaterale in secondo grado (attenzione: il divorzio non farebbe decadere i vincoli di affinità),
- l'affinità in linea retta, nel caso in cui l'affinità derivi da matrimonio dichiarato nullo,
- il divieto temporaneo di nuove nozze.

## Requisito dell'età
In base all'art. 84 del codice civile i minori di età non possono contrarre matrimonio.
Tuttavia il minore che abbia compiuto i 16 anni può essere autorizzato dal tribunale per i minorenni a contrarre matrimonio.
Il ricorso deve essere presentato personalmente dal minore.
Il tribunale per i minorenni decide con decreto, emesso in camera di consiglio, dopo aver accertato la maturità psicofisica del minore, la gravità dei motivi e la fondatezza delle ragioni addotte; e dopo aver sentito il pubblico ministero, i genitori o il tutore.
Il decreto viene comunicato al pubblico ministero, agli sposi, ai genitori e al tutore.
Entro dieci giorni dalla comunicazione, può essere proposto reclamo contro il decreto, con ricorso alla Corte d'appello.
La corte d'appello decide con ordinanza non impugnabile, emessa in camera di consiglio.
In mancanza di autorizzazione, l'eventuale matrimonio celebrato davanti al parroco secondo le norme del diritto canonico non può essere trascritto nei registri dello stato civile.
Se vi è stata trascrizione, è ammessa opposizione nei suoi confronti.
Il minore ultrasedicenne che, autorizzato, si sposa diventa minore emancipato.

## Interdizione giudiziale per infermità mentale
In base all'art. 85 del codice civile non può contrarre matrimonio l'interdetto per infermità mentale (ci si riferisce all'interdizione giudiziaria).
Se è stata promossa istanza di interdizione, il pubblico ministero può chiedere che si sospenda la celebrazione del matrimonio.
La celebrazione potrà avere luogo solo dopo che la sentenza sarà passata in giudicato.
Non impediscono il matrimonio né l'interdizione legale del condannato, né l'inabilitazione.
Può contrarre matrimonio anche la persona per la quale è stato nominato un amministratore di sostegno.
L'incapacità naturale non costituisce impedimento, ma è causa di annullamento del matrimonio.

## Non libertà di stato
Costituisce impedimento:
- il matrimonio celebrato davanti all'ufficiale di stato civile (o agli altri soggetti autorizzati come i comandanti delle navi e degli aeromobili e il console italiano all'estero);

- il matrimonio canonico trascritto (matrimonio concordatario);

- il matrimonio celebrato davanti ai ministri delle altre confessioni religiose, anch'esso trascritto nei registri di stato civile;
- il matrimonio celebrato dal cittadino all'estero secondo la legge del luogo.

Non costituisce impedimento il matrimonio canonico non trascritto e l'esistenza di un'unione non coniugale.
Questa norma è una norma di applicazione necessaria, quindi si applica anche agli stranieri la cui legge nazionale ammette la poligamia o la poliandria.
Chi è legato da un precedente vincolo matrimoniale riacquista la libertà di stato in seguito a divorzio, morte del coniuge o annullamento del matrimonio.
Il matrimonio eventualmente celebrato in presenza di questo impedimento è nullo e la nullità può essere fatta valere in ogni tempo dal coniuge e da chi vi abbia interesse.
È prevista anche un sanzione penale per il reato di bigamia.
La nullità del matrimonio non sussiste (e il reato di bigamia si estingue) se il primo matrimonio viene dichiarato nullo.
Nel caso di dichiarazione di morte presunta di uno dei coniugi, l'altro può contrarre un nuovo matrimonio da quando la sentenza è eseguibile.
Se però il morto presunto ritorna o ne è accertata l'esistenza in vita, il secondo matrimonio è nullo.

## Impedimento derivante dall'esistenza di rapporti familiari
Costituisce impedimento l'esistenza di vincoli parentali o affinità tra gli sposi.
In particolare non possono sposarsi tra di loro:
- gli ascendenti e i discendenti in linea retta, legittimi o naturali;
- i fratelli e le sorelle germani, consanguinei o uterini;
- lo zio e la nipote, la zia e il nipote (in questo caso l'impedimento può essere dispensato con provvedimento del tribunale);
- gli affini in linea retta (l'impedimento sussiste anche quando il matrimonio dal quale dipende l'affinità è stato dichiarato nullo o sciolto con divorzio. Tuttavia, è ammessa la dispensa quando l'affinità derivi da matrimonio dichiarato nullo);
- gli affini in linea collaterale in secondo grado (in questo caso è ammessa dispensa);
- l'adottante, l'adottato e i suoi discendenti;
- i figli adottivi della stessa persona (dispensabile)
- l'adottato e i figli dell'adottante (dispensabile);
- l'adottato e il coniuge dell'adottante, l'adottante e il coniuge dell'adottato (dispensabile se il matrimonio è invalido o nullo, altrimenti ci sarebbe un caso di bigamia).

In caso di impedimento dispensabile, gli interessati possono presentare un ricorso al tribunale che decide con decreto, emesso in camera di consiglio, sentito il pubblico ministero.
Il decreto è soggetto a reclamo alla Corte d'appello.

## Impedimento derivante da delitto
In base all'art. 88 del codice civile, non possono contrarre matrimonio tra loro le persone delle quali l'una è stata condannata per omicidio consumato o tentato sul coniuge dell'altra.
In caso di rinvio a giudizio o ordine di cattura, la celebrazione del matrimonio viene sospesa fino alla sentenza di proscioglimento.
Poiché la norma è diretta ad evitare che una persona commetta omicidio di un'altra allo scopo di sposarne il coniuge, l'impedimento sorge solo in caso di omicidio volontario e non in caso di omicidio preterintenzionale o colposo.

## Divieto temporaneo di nuove nozze o lutto vedovile
Il divieto temporaneo di nuove nozze (o lutto vedovile) è un impedimento che colpisce solo la donna che non può passare a nuove nozze se non siano passati trecento giorni dallo scioglimento, dall'annullamento o dalla cessazione degli effetti civili del precedente matrimonio.
Lo scopo è quello di evitare il conflitto tra diverse presunzioni di paternità.
Il divieto viene meno quando la gravidanza è terminata.
Il divieto non opera se il matrimonio è stato dichiarato nullo per impotenza del marito o quando il divorzio è stato pronunciato in seguito a separazione protratta per oltre tre anni o per inconsumazione.
Inoltre, l'impedimento è dispensabile quando è inequivocabilmente escluso lo stato di gravidanza o se risulta da sentenza passata in giudicato che il marito non ha convissuto con la moglie nei trecento giorni precedenti lo scioglimento, l'annullamento o la cessazione degli effetti civili del matrimonio.
Se, nonostante il divieto, la donna contrae ugualmente matrimonio, questo è valido, però sia la donna sia l'ufficiale di stato civile sono tenuti a pagare una sanzione.